# 五十年不變
五十年不變，是指时任中华人民共和国最高领导人鄧小平於1984年提出的方针，其内容包含「一国两制、高度自治、港人治港以及香港現有之资本主义生活方式五十年不變」等政策。邓小平提出“一國兩制”與“五十年不变”后，该方针被载於《中英联合声明》第三条及附件一。
《香港特別行政區基本法》第五條相应规定了香港特别行政区將不实行社会主义制度和政策，將保持原有的资本主义制度和生活方式，期間是五十年不变。其后，在澳門前途問題谈判期间，中华人民共和国政府也提出了一国两制、澳人治澳，原有生活方式五十年不變的方针。同樣地，《澳门特别行政区基本法》第五條相应规定，“澳門特别行政区不實行社會主義制度和政策”，以及“保持原有的資本主義制度和生活方式，五十年不變。”等語。根据五十年不變方针，中華人民共和國政府承诺香港回歸及澳門回歸後，保持其原有制度不變的时间分别截至2047年6月30日、2049年12月19日，由此亦衍生出「2047年香港前途問題」、「2049年澳門前途問題」，並同時引申出一國兩制是否有期限的爭論。

## 出處
縱使中華民國擁有大清和英國簽署的《南京條約》、《北京條約》和《展拓香港界址專條》，1984年，英國仍然選擇和中華人民共和國簽署《中英聯合聲明》承諾英方於1997年7月1日移交香港主權給中華人民共和國。根據中英联合声明第三条及附件一，香港於1997年7月1日後將按照《基本法》確保香港實行一國兩制和資本主義制度，並擁有「港人治港，高度自治」的權利，而且社會制度和生活方式保持50年不變。
基本法第5条规定“香港特别行政区不实行社会主义制度和政策，保持原有的资本主义制度和生活方式，五十年不变。”如此香港50年後會否繼續實行一國兩制與資本主義制度，擁有「港人治港，高度自治」權利就成為問題。

### 鄧小平的解釋
据香港《明報》报導，英國政府解密檔案記載，鄧小平曾向英国政府解释，50年期限是為了讓中國大陸成為經濟發達國，香港繁榮穩定有助中國大陸現代化，亦為了50年的台灣穩定，不想與台灣開戰。如果人們明白中國大陸政策背後的考慮，就不會誤解中華人民共和國會對一國兩制政策作出改變。鄧又稱，在50年後改變的機會只會更小，因為屆時中國大陸和其他國家的經濟已彼此依賴。
1984年10月，鄧小平在會見港澳同胞國慶觀禮團時表示：「我們在協議中說五十年不變，就是五十年不變。我們這一代不會變，下一代也不會變。到了五十年以後，大陸發展起來了，那時還會小裡小氣地處理這些問題嗎？所以不要擔心變，變不了。再說變也並不都是壞事，有的變是好事，問題是變甚麼。中國收回香港不就是一種變嗎？所以不要籠統地說怕變。如果有甚麼要變，一定是變得更好，更有利於香港的繁榮和發展，而不會損害香港人的利益。這種變是值得大家歡迎的。如果有人說甚麼都不變，你們不要相信。我們總不能講香港資本主義制度下的所有方式都是完美無缺的吧？即使資本主義發達國家之間相互比較起來也各有優缺點。把香港引導到更健康的方面，不也是變嗎？向這樣的方面發展變化，香港人是會歡迎的，香港人自己會要求變，這是確定無疑的。」
1990年1月，邓小平会见香港富商李嘉诚，在谈到香港一国两制时说：“不会变、不可能变、不是说短期不变，是长期不变……就是说五十年不变，五十年后更没有变的道理……”

## 五十年期限的既有影响

### 香港土地契約續期
根據香港特別行政區政府於1997年7月15日公布的政策聲明，沒有續期權利的契約（不包括特殊用途契約），在期滿時可由香港特別行政區政府全權酌情決定續期50年而無須補繳地價，惟須每年繳納租金，款額相當於有關土地應課差餉租值的3%；租金其後亦會隨應課差餉的改變而調整。自香港特別行政區成立以來，地政總署一直按上述的政策處理1997年後屆滿的契約之續期事宜，獲根據原有契約條款續期的契約無須補繳地價，但須每年繳納有關地段的地租。故是否續期會考慮的，主要是經濟社會相關因素，包括契約屆滿時地段是否需要作公共用途或原有契約是否出現嚴重違反地契的情況等，而不是基本法的規定問題。
同時現時續期或新批出的50年土地契約，年期均超越2047年。換言之，在新批出土地上，已經顯示2047年並不是一個期限。當然，由於大量現成的土地契約將於2047年到期，且繼契價格未定，政府在適當時候需要作出安排以應對屆時岀現的大量續期工作。但顯然是不受五十年的影響。
香港特区政府认为，政府藉基本法第七条獲賦予憲法權力和職能，可根據其土地政策管理和批出香港特別行政區境內的土地。該項權力的有效期並無受到規限，亦不會在2047年屆滿。特区政府指出，基本法第一百二十条所赋予的权利包括再行續期至超越2047年的權利。基本法第一百二十三条的对特区政府自行立法解决待续期土地问题的授权是整體授權，並沒有對香港特別行政區批出年期跨越2047年的契約的權力施加任何限制。

### 深圳湾口岸港方口岸区土地续期（2047年）
根據《国务院关于授权香港特别行政区实施管辖的深圳湾口岸港方口岸区范围和土地使用期限的批复》（国函〔2006〕132号）指出，深圳湾口岸港方口岸区土地目前合同的使用期限，是自口岸启用之日起至2047年6月30日止，经双方协商并按程序报经国务院批准，可提前终止土地使用权或者在租赁期满后续期。香港法例第591章《深圳灣口岸港方口岸區條例》规定，该条例於2047年6月30日午夜12時期滿失效，同租賃土地使用期限期滿之日。如土地使用權提前終止或租賃在期滿後續期，香港特別行政區政府保安局局長須在香港特別行政區政府憲報公告，發布更新後的土地使用權或租賃期滿的新日期，而本條例於該日期午夜12時期滿失效。

## 對五十年內已變的爭議
自1997年香港主权移交以來，英國外交大臣每6個月向國會提交《香港問題半年報告》，說明《中英聯合聲明》在香港實施的情況。1997年至2017年，半年报告书结论常是“香港一国两制没有问题”、“整体运作正常”等等。2019年后，半年报告书的措词越发强硬。2022年，對此中華人民共和國外交部宣稱，履行完畢的中英聯合聲明早已經到期，但中方堅定繼續「一國兩制」、「港人治港」、高度自治的大致方針，其執行情況英國無權置喙，並反對藉由《香港問題半年報告》繼續干涉內政。
2018年3月3日，全國政協会议報告刪除「一國兩制」、「港人治港」、「高度自治」等慣例提法，《香港蘋果日報》批评称，五十年不變名存實亡。

### 2020年起港區國安法與2021年香港政治制度改革
2020年6月30日，中华人民共和国第十三屆全國人大常委會在閉幕前，以全體委員162票同意，通過《中華人民共和國香港特別行政區維護國家安全法》（簡稱《港區國安法》）條文。該法案從生成到訂定生效總共只花了41天，除了制訂的過程完全不公開之外，條文細節也在最後一天的最後一小時才公布。《港区國安法》在同日晚間11點公告後，列入香港《基本法》的附件三，正式生效。中央可以透過國家安全委員會指導本地政府的方式以達到操作，而本地方面負責執行的港警權力則持續擴張。因為國安委不受香港的機構與組織（如立法會）監督，任務可以祕密進行且不用受到司法覆核。此前，英國、美國、澳大利亞以及加拿大外長已經就北京當局之擬定計畫，對直接立《國安法》，而非讓香港透過《基本法》第23條立法的行為簽發聯合聲明，表達嚴重關切。
英國、美國及歐盟指北京破壞「一國兩制」原則，削弱香港自治。2020年7月1日，英國首相鮑里斯·約翰遜表示，中國制定並實施香港《國安法》明顯嚴重違反了《中英聯合聲明》。約翰遜說：「這損害了香港的高度自治，與香港《基本法》有直接衝突。該法威脅了《中英聯合聲明》保障的自由和權利。」英國外交大臣多米尼克·拉布同日說，中國強行推出香港版《國安法》的舉動「明確、嚴重」違反了1984年《中英聯合聲明》；並說，《港版國安法》經「仔細研究」，認定內容「侵犯香港自治」，對港人自由構成「直接威脅」。
2021年1月29日，英國政府為支援遭壓迫的香港人，放寬英國國民（海外）護照（BNO）申請入籍資格及簽證通道。作为反制，中华人民共和国外交部发言人赵立坚在同日宣佈，自同月31日起「中方不再承認所謂的BNO護照作為旅行證件和身份證明」。同日，香港特區政府也宣佈自同月31日起不再承認英國國民（海外）護照作為有效的旅行證件和身份證明；英國國民（海外）護照將不能用於在香港出入境，亦不會在香港獲承認為任何形式的身份證明。
2021年3月，第十三屆全國人民代表大會討論了《全國人民代表大會關於完善香港特別行政區選舉制度的決定》，將會賦予權限修改基本法中的政治制度，在《中英聯合聲明》中政治制度設計，是記載於《基本法》附件一、二上的條款，故該舉動已經修改了現行制度，引發美國再度反彈，歐盟則表達憂慮。2023年7月，《區議會（修訂）條例》也進行調整，不過人才選擇上相對廣泛。
香港前立法會主席范徐麗泰在受訪時，指香港的兩制中不變是指經濟制度，不過該觀點與現行法律相抵觸存在爭議。亦有看法認為修改了也好，據中國時報闕志克撰文指，當時擺在中共前方就兩條路，一是放開香港制度的大修給中央摸索兩制長期方案，或是拖到讓香港在五十年到期後併入內地，而一國兩制的長期性與效益被充分重視下，按照習近平在香港回歸25年時的宣示，研判已經前者被中央正式確立為國策，而非選擇在2047年期限進行制度的終結。而美國國務卿布林肯（Antony Blinken）、美國國家安全會議發言人華森（Adrienne Watson）及多位關心人權的國會議員在香港回歸25周年時相繼發布聲明，認為五十年不變變質。台灣香港協會理事長桑普指，民主制度從未有實現的可能性，台灣時評亦認為五十年不變不存在了，因為已經失敗。

## 對五十年後前途的憂慮及對策

### 香港法律界
2012年末到2013年中，终审法院前首席法官李国能就提出2047年后“一国两制”何去何从的问题，曾经在2013年5月接受《南华早报》采访时指出，“今后十五至二十年内，有必要讨论并解决香港在2047年之后的未来”。
2019年，終審法院前法官烈顯倫在接受南華早報的書面採訪中表示，「支撐香港『核心價值觀』的普通法制度註定要在27年後到期……《基本法》沒有任何機制可以讓該制度延續至2047年6月30日以後。」

### 香港本土派
2016年立法會選舉，香港眾志和熱普城分別提出「民主自決」和「永續基本法、城邦自治」主張，希望可以就地解決2047年問題。
熱血公民、普羅政治學苑和香港復興會認為2047年問題牽涉香港的法治、國際投資、信貸能力、樓宇按揭和繁榮安定，包括認為土地契約私有產權繫於資本主義制度， 並提出，港人要爭取以全民制憲或是永續基本法的方式，去解決2047年問題。陳根亦在《紐約時報》專欄寫過關於2047年的問題，其後《南華早報》、《金融時報》、《華爾街日報》和《紐約時報》亦有報導。
綜上，香港本土派普遍认为，2047年6月30日之后，所謂“一国两制”並不屬於長期國策，所以《基本法》是會自动失效的，而且社会主义制度自动在香港实施，應該在這段還能操作的時間裡，積極發動爭取民主和獨立的抗爭。

## 對五十年後不變的回應

### 香港建制派
大部分建制派的立法會議員都認為2047的大限是本土自決派制造出來的偽命題。
2016年10月，前律政司司長梁愛詩於香港電台的節目指：「基本法提出50年不變，初衷是考慮到港人利益，相信到2047年，中央亦同樣會考慮港人利益」；但「屆時是內地和香港的制度合一，還是繼續一國兩制，要看香港怎走未來30年的路」。2017年5月，梁愛詩再度接受電台訪問，認為2047年後香港的前途問題不可能重新討論，只可跟隨基本法，認為回歸20年時憂慮是太早。
2017年1月，前香港立法會主席曾鈺成在專欄發表《跨越四七》的文章中，提及香港年轻人需要注意2047年前途问题，但是他认为“五十年不变”只在其所在的第五条条款中出现，其作用只在该条款中，不会影响到其他条款的实施。
2021年6月，全國人大常委譚耀宗表示，香港毋須視2047為大限。 他同年7月亦於《紫荊》雜誌撰文，稱2047年後香港一國兩制不會變。

### 中國大陸
中國大陸的教材認爲，根據鄧小平的五十年都没有变，五十年以后也就没有必要变的指示，原則上2047年、2049年以後港澳等地在經濟與制度方面與現在相同，能保持高度自主。但歷任中共高層與特區領導人對「五十年不變」的定義都有不同的表述，現時亦沒有任何法律文件清楚列明香港于2047年以後的地位。
2019年11月19日，中共中央党校副校长谢春涛在回答媒体提问时指出，如果香港现行的制度对经济发展、社会稳定、民生改善以及国家统一都有好处，“就没有改的理由”。重新肯定了五十年期限到了之後，仍要接續一國兩制的基本國策不動搖。他就特定部分回應说：“但如果有些方面效果不好，恐怕又是另外一种情况。”
2022年3月9日，港區全國政協委員在北京開會，港區政協委員蘇紹聰表示，會中國務院港澳事務辦公室主任夏寶龍指「一國兩制」在50年後沒有必要改變，如果方向正確，「一國兩制」會繼續下去，讓在座委員呼籲港人不用憂慮和存疑。 
2022年7月1日，中共中央總書記、中華人民共和國主席習近平出席慶祝香港回歸祖國25周年大會暨第六屆特區政府就職典禮，说“‘一國兩制’是好制度，沒有任何理由改變”，「必須長期堅持、貫徹」，中央相信一國兩制是不會變、不能变。習近平还提出今後必須延續和維護一國兩制方針。7月18日，香港特別行政區行政長官李家超表示，此話明確了中央長期堅持「一國兩制」這個好制度，無理由改變。
2023年3月31日，香港律師會會長陳澤銘對於在北京拜會多個中央單位，包括與中共中央港澳辦副主任王靈桂會面，表示多次會面均收到同樣訊息，就是現行「一國兩制」是好制度，必須長期堅持。而確認香港還會繼續保持本身的獨特優勢和特色，包括普通法制度。

### 香港特区政府
政制及內地事務局副局長陳岳鵬在2016年12月14日的立法會會議上答覆議員的提問時，引述前全国人大常委会委员长张德江的演講：
陳岳鵬表示，香港特別行政區是中國不可分離的部分，這個事實是沒有時限的。中國對香港的主權在回歸50年後不會變，中國對香港的基本方針政策亦不會在回歸50年後改變，因此並不存在《基本法》在2047年後失效的問題。至於《基本法》第5條指「香港特別行政區不實行社會主義制度和政策，保持原有的資本主義制度和生活方式，五十年不變」，這主要是為了明確肯定保持香港回歸時「原有的」資本主義制度和生活方式而設，而不是為了給一國兩制訂定一個限期。
2016年9月，時任香港特區行政長官梁振英认为2047年的资本主义生活方式会得到延续，认为不擔心2047年後的香港。

### 香港民意
香港中文大学在第九輪「香港民意與政治發展」調查中显示，近七成受访者「支持」香港2047年後仍「維持一國兩制」。